# Експлозије у Бејруту 2020.
Експлозије у Бејруту 2020. године избиле су 4. августа у Бејруту, главном граду Либана. Експлозије су се догодиле у бејрутској луци а од последица исте је најмање 207 људи погинуло и 6500 повређено. Велики број људи се воде као нестали пошто су остали заробљени у рушевинама после експлозије. Најмање 300.000 људи нашло се на улици јер су им куће уништене а материјална штета премашује десет милијарди америчких долара. Влада Либана је прогласила три дана жалости и ванредно стање на три недеље.
Узрок експлозије највероватније је вишегодишња непажња око складиштења експлозивног материјала у бејрутској луци. Експлодирало је 2750 тона амонијум нитрата, који је био ускладиштен у луци од 2013. године, без већег надзора. Експлозија је била равна земљотресу јачине 3,5 степени по Рихтеровој скали а чуо се и осетио чак до Кипра. Била је присутна и велика количина отровних гасова у ваздуху на месту експлозије због чега су тамошње власти препоручиле локалном становништву ношење маски и боравак у затвореном простору.
Дана 10. августа 2020, Влада Либана је поднела оставку након таласа демонстрација.

## Позадина
Либан је увелико пре експлозије пролазио кроз велике проблеме; држава се налазила у економској кризи (највећој још од Либанског грађанског рата), која се посебно одразила на валуту, а стопа сиромаштва у држави је порасла на преко 50%. Осим тога, пандемија вируса корона је преплавила многе болнице у земљи што је узроковало несташицу лекова и медицинске опреме.
Октобра 2019. године у најмање 70 градова у Либану одржавани су протести против корупције у држави, строгих мера штедње и недостатка основне инфраструктуре. Демонстрације су натерале тадашњег премијера Сада Харија да поднесе оставку. Међутим, ни после тога се ништа значајно није променило — економска криза се продубљавала а цене намирница порасле су до 80%. Око половина државе живело је испод границе сиромаштва, а 35% људи је било незапослено. Укупан национални дуг износио је 92 милијарде долара, што је чинило око 170% државног бруто домаћег производа (БДП).
Лука Бејрут је главна лука у граду и кроз њу годишње прође готово 3000 бродова а у власништву је либанске владе. У саставу луке је било 16 пристаништа, 12 складишта и силос за жито. Један део луке чинила је тамошња поморска база.

## Реакције

### Реакције у Либану
Двојица званичника у либанској влади су поднели оставку после експлозија; народни посланик Марван Хамадех и амбасадорка у Јордану Џордан Чамон сматрајући да је катастрофа показала да су неопходне промене у руководству.
У оквиру истраге либанске владе, укупно је ухапшено 21 особа које се сматрају одговорним за катастрофу. Међу њима је и генерални директор царинске управе.
Шестог августа избиле су демонстрације у Бејруту. Многи демонстранти су изјавили да је директан узрок експлозија немарност власти. Такође  су оптужили владу за корупцију и лоше руковођење државом. Они захтевају, између осталог, и оставку председника државе. Локална полиција је бацала и сузавце на неколико окупљених демонстраната испред либанске скупштине. Критике на рачун либанских власти стигле су од међународне заједнице која је најавила конференцију како би се помогло Либану, али и у реформи владе, коју заједница сматра одговорну.
Председник Либана Мишел Аун изјавио је да ће почети истрага о експлозији како би се открило да ли је она последица спољног уплитања или је у питању само немар или несрећа. Специјални тим Интерпола такође ће учествовати у истрази.

### Реакције у свету
Многе државе упутиле су Либанској Републици речи подршке и саучешћа. Саучешћа су исказали званичници САД, УК, Немачке, Италије, Србије, Израела, Ирана, Ирака, Катара, Египта, Јордана, Саудијске Арабије и др. Разне државе су такође понудиле и послале хуманитарну помоћ Бејруту и Либану. Француска ће организовати међународну конференцију за помоћ Либану, а кључну улогу ће преузети Светска банка и УН с пакетом финансијске помоћи.
Једна од држава која је понудила помоћ је Израел чији су лидери раније демантовали наводе да је та земља имала везе с експлозијама.
Министарство иностраних послова Немачке саопштило је да је особље немачке амбасаде повређено у експлозији као и да је сама зграда амбасаде оштећена. Немачка канцеларка Ангела Меркел рекла је да ће Немачка упутити помоћ Либану.
Француски председник Емануел Макрон лично је посетио Бејрут 6. августа; уједно је и први светски лидер који је посетио Бејрут након несреће.

#### Државе и организације које су послале помоћ
- Француска — Француски председник Емануел Макрон изјавио је да ће Француска послати екипе цивилне заштите и хитне помоћи као и неколико тона медицинске опреме у Бејрут.[7]
- Русија — Министарство за ванредне ситуације Русије послаће у Бејрут мобилну болницу с лекарима као и спасиоце, стручњаке (руске службе за фитосанитарни надзор) с лабораторијом за откривање нове коронавирусне инфекције.[20]
- Израел —
- Турска —
- Азербејџан — Азербејџанска Република донираће милион долара хуманитарне помоћи.[21]
- Јерменија —
- САД — Амерички председник Доналд Трамп објавио је да су три велика авиона на путу према Либану са медицинским особљем и производима, водом и храном.[22]
- Канада —
- Уједињено Краљевство — УК је најавила да ће помоћи Бејруту с пет милиона фунти и да ће обезбедити медицинску помоћ као и помоћ у потрази за преживелима, изјавио је британски министар спољних послова Доминик Раб.[23]
- Аустралија — Држава Аустралија најавила је да ће дати 1,4 милиона долара за хуманитарну подршку Бејруту. Аустралијска министарка спољних послова Мариза Пејн је најавила да ће се новац уложити у Светски програм хране и Црвени крст како би се обезбедила храна, медицинска помоћ и основна добра становништву Бејрута. Амбасада Аустралије је такође оштећена у експлозији.[24]
- Кина —
- Холандија — Холандија ће послати укупно 67 људи, међу којима су лекари, полицајци и ватрогасци, у Бејрут.[24]
- Немачка — Немачка ће послати 47 спасилаца у Бејрут.[24]
- Србија — Председник Србије Александар Вучић упутио је телеграм саучешћа председнику Либана, Мишелу Ауну, поводом експлозије, и навео да је Србија спремна, ако је потребно и у оквиру својих могућности, пружи помоћ у отклањању последица разарања главног града Либана.[25]
- Хрватска — Република Хрватска ће послати више од 120.000 евра помоћи.[22]
- Европска унија — Европска унија ангажовала је систем за цивилну заштиту како би се скупила опрема и људство да би се помогло главном граду Либана. Планирано је да се пошаље више од 100 ватрогасаца с возилима и псима трагачима као и опремом за налажење људи затрпани у рушевинама. Чешка Република, Француска, Немачка, Грчка, Пољска и Холандија у томе учествују и очекује се да им се придруже и остале чланице.[24]
- Уједињене нације —
- Ирак — Држава ће послати у Либан шест камиона хитне медицинске помоћи као и медицински тим.[24]
- Јордан — Краљ Јордана Абдулах II обећао је да ће његова земља послати „пољску” болницу, специјалисте и медицинско особље.[24]
- Катар — Држава Катар ће послати „пољске” болнице у Бејрут пошто је „тамошњи здравствени систем преоптерећен”.[24]
- Саудијска Арабија —
- Сирија —
- УАЕ —